# Cantó de Saint-Gratien
El cantó de Saint-Gratien és un antic cantó francès del departament de Val-d'Oise, que estava situat al districte de Sarcelles. Comptava amb el municipi de Saint-Gratien.
Al 2015 va desaparèixer i el seu territori va passar a formar part del nou cantó d'Argenteuil-1.

## Municipis
- Saint-Gratien

## Història
| Data d'elecció                           | Identitat         | Partit                 | Qualitat |
| ---------------------------------------- | ----------------- | ---------------------- | -------- |
| 1976-1985                                | Francis Combes    | PCF                    |          |
| 1985-                                    | François Scellier | UDF-PR, després UMP-PR |          |
| les dades anteriors no són pas conegudes |                   |                        |          |
|                                          |                   |                        |          |

## Demografia
| A partir de 1990: Població sense dobles comptes |